# 田千秋
田 千秋（でん せんしゅう、? - 紀元前77年）は、前漢の政治家。車千秋とも称する。身長八尺（184ｃｍ）、極めて麗しい外見であったという。

## 略歴
長陵に移住させられた斉の旧王族田氏の出身。高祖劉邦の廟の郎中となっていたとき、戾太子劉拠の乱（巫蠱の禍）があった。この時、田千秋は「子が父の武器で遊んだら、その罪はむちうちに当たります。天子の子が誤って人を殺した場合は、どんな罪に当たるのでしょうか？頭の白い老人が枕元に立ってこの言葉を教えてくれました」と上書し、皇太子が江充を恐れていただけで他意はないと思い始めていた武帝に皇太子の無実を悟らせた。
田千秋と会った武帝は「このことは高祖の神霊が私に教えようとしたのだ。お前は私の補佐となるべきだ」と言い、即座に彼を大鴻臚に任命し、数カ月後（征和4年（紀元前89年））には劉屈氂の後任の丞相に任命し、富民侯とした。
武帝へ一度だけの進言をもとに、数カ月大鴻臚を務めた時期にも特筆される事績もなく、他の功績も能力も無く丞相となったことは前代未聞であり、匈奴単于もそのことに対し「漢の丞相は賢者を用いるのではなく、一男子がみだりに上書しただけで得られるものだったのか」と皮肉っている。しかしその一方で田千秋は巫蠱の取調べに力を入れる武帝の気持ちを和らげようとするなど、それまでの宰相よりも優れていたと言われていた。
後元2年（紀元前87年）に武帝が死ぬと、大将軍霍光らと共に武帝の遺詔を受け、共に昭帝を擁立した。国政は霍光によって決定され、田千秋はそれに全面的に協力する姿勢を見せた。
彼が丞相の時にいわゆる塩鉄の議（始元6年（紀元前81年））や、燕王劉旦の乱（元鳳元年（紀元前80年））が起こっている。燕王劉旦の乱の際には田千秋は病床にあったと言われるが、乱が発覚すると丞相の命令で反乱者の上官桀らを捕らえている。
丞相を務めること十二年、元鳳4年（紀元前77年）に死亡。定侯と諡され、子の田順が富民侯を継いだが、匈奴討伐の際の鹵獲品を水増ししたとして自殺し富民侯は断絶した。